# Alfonso Badini Confalonieri (politico)
Alfonso Badini Confalonieri (Caselle Torinese, 19 dicembre 1843 – Torino, 26 aprile 1920) è stato un avvocato e politico italiano, sindaco di Torino dal 1902 al 1903, deputato dal 1886 al 1897, senatore dal 1901 alla propria morte, nel 1920.

## Biografia
Figlio di Vittorio e di Felicita Flandinet, Alfonso sposò la contessa Bianca de la Forest de Divonne, figlia del generale Alberto Carlo Gilberto De la Foreste de Divonne, dalla quale ebbe i figli Maria e Alberto.
Fu consigliere provinciale e comunale di Torino, assessore dal 1898 al 1902. Nel 1902, dopo la rinuncia di Ernesto Balbo Bertone di Sambuy, che al primo scrutinio era stato eletto a larghissima maggioranza, diventò sindaco di Torino. Il suo mandato rappresentò la transizione dal gruppo dirigente che aveva governato la trasformazione di Torino da capitale politica a centro industriale alla nuova alleanza tra liberali e cattolici che avrebbe dovuto contenere l'avanzata dei socialisti e gestire l'ulteriore sviluppo industriale della città e la mediazione degli scontri sociali.
Fu deputato per il gruppo della Sinistra storica dalla XVI alla XIX legislatura. Nel 1901 fu nominato senatore a vita.
Fu anche presidente della Cassa di Risparmio di Torino e Presidente dell'Opera pia e Ospedale San Luigi Gonzaga.
Morì nella sua abitazione di Torino il 26 aprile 1920.
Il municipio di Torino gli ha intitolato una via nel quartiere Madonna di Campagna.